# Nucleus nervi abducentis

Schema der Hirnnervenkerne, Nr. 6 ist der Abduzenskern

Der Nucleus nervi abducentis (Syn. Nucleus motorius nervi abducentis, Abduzenskern) ist ein beidseits vorhandenes Kerngebiet (Nucleus) in der Brückenhaube, von dem der Nervus abducens (Hirnnerv VI) ausgeht.  Er gehört mit dem Nucleus nervi oculomotorii, dem Edinger-Westphal-Kern und dem Nucleus nervi trochlearis zu den Augenmuskelkernen, die über das mediale Längsbündel (Fasciculus longitudinalis medialis) miteinander verbunden sind.
Der Nucleus nervi abducentis liegt im Hirnstamm im Bereich der Rautengrube am Boden des vierten Hirnventrikels. Er wölbt, zusammen mit dem inneren Knie des Nervus facialis, den rostralen Boden der Rautengrube leicht vor (Colliculus facialis).
Die cholinergen Efferenzen des Nucleus nervi abducentis ziehen an der Basis des Hirnstamms als Nervus abducens zum gleichseitigen (ipsilateralen) Musculus rectus lateralis. Darüber hinaus gibt es kreuzende glutamerge Neurone zum Nucleus nervi abducentis der Gegenseite, die kontralateral zum Nucleus nervi oculomotorii aufsteigen und monosynaptisch an den Nervenzellen für den Musculus rectus medialis enden. Schließlich gibt es Projektionen zum Flocculus des Kleinhirns.
Afferenzen erhält der Nucleus nervi abducentis  aus der Formatio reticularis und den Vestibulariskernen. Über letztere werden vestibulookuläre Reflexe vermittelt.